# Castellar
Castellar er en by og kommune i det sydlige Spanien i provinsen Jaén. Den har et indbyggertal på 3.156 (2024) indbyggere.